# جان ريمي
جان ريمي (بالفرنسية: Jean Rémy)‏ هو عسكري فرنسي، ولد في 3 أكتوبر 1899 في باريس في فرنسا، وتوفي في 15 أغسطس 1955 في تولوز في فرنسا.